# Mouliets-et-Villemartin
Mouliets-et-Villemartin är en kommun i departementet Gironde i regionen Nouvelle-Aquitaine i sydvästra Frankrike. Kommunen ligger i kantonen Pujols som tillhör arrondissementet Libourne. År 2022 hade Mouliets-et-Villemartin 1 022 invånare.

## Befolkningsutveckling
Antalet invånare i kommunen Mouliets-et-Villemartin
Referens:INSEE